# Il sasso in bocca
Il sasso in bocca è un film del 1969 diretto da Giuseppe Ferrara e girato con la consulenza di Michele Pantaleone.

## Trama
Si tratta di un film di denuncia su "cosa nostra", girato sullo stile docufilm mescolando materiale di repertorio e ricostruzioni con attori, che racconta alcuni avvenimenti della storia siciliana e riprende anche la tesi sulla collaborazione tra l'organizzazione siciliana e "cosa nostra americana", intrecci politici e la morte di Enrico Mattei.. Il film prende il nome da una antica usanza mafiosa di porre un sasso nella bocca degli uomini da loro assassinati poiché sospettati di aver "aperto bocca" con le autorità preposte all'ordine pubblico, come ammonimento omertoso agli abitanti del luogo.

## Riprese
Le riprese del film si sono svolte a Bagheria, Corleone, Marianopoli, Palermo, Villalba.